# رباط (کرمان)
رباط، روستایی است از توابع بخش مرکزی شهرستان کرمان در استان کرمان ایران.محصول اصلی این روستا پسته می باشد.دهه چهل  زمین های کشاورزی این منطقه زیر کشت گندم و جو پنبه بوده است. و به دلیل خشکسالی به پسته روی آوردند نام رباط از کاروانسرای قدیمی دوران قاجاریه برگرفته شده است.

## جمعیت
این روستا در دهستان باغین  قرار داشته و براساس آخرین سرشماری مرکز آمار ایران که در سال ۱۳۸۹ صورت گرفته، جمعیت آن  ۱۵۵۵نفر (۴۱۰خانوار) بوده‌است.